# Silverstoneia punctiventris
Silverstoneia punctiventris é uma espécie de anfíbio anuro da família Dendrobatidae. Está presente na Colômbia. A UICN classificou-a como em perigo de extinção.